# Kappersreeks
De kappersreeks is een verzameling stoffen die in een plakproef wordt gebruikt om contactallergie voor een van deze stoffen aan te tonen. In Nederland heeft naar schatting tot 40% van de kappers weleens last van kapperseczeem.
Omdat in de kapsalons met meerdere mogelijk irriterende stoffen gewerkt wordt, kan het nuttig zijn om te testen welke stof de allergische reactie oproept. De allergische reactie verschilt per persoon in ernst en kan bestaan uit rode bultjes aan de vingers, soms ontstaan uitgebreide eczeemreacties aan de handen, armen en incidenteel aan het gezicht. Ook kan benauwdheid voorkomen, doordat het allergeen ingeademd wordt.
Door de allergoloog/dermatoloog kunnen de volgende stoffen in een plakproef worden getest:
- 2-amino-ethanol (MEA)
- 2,5-tolueendiamine (vrije base)
- 3-aminofenol
- 4-aminofenol (CI 76550)
- Hydrochinon
- Pyrogallol
- Glycerylmonothioglycolaat
- Cocamidopropylbetaïne
- Ammoniumpersulfaat
- Ammoniumthioglycolaat